# 七ヶ宿町立七ヶ宿小学校
七ヶ宿町立七ヶ宿小学校（しちかしゅくちょうりつ しちかしゅくしょうがっこう）は、宮城県刈田郡七ヶ宿町にある公立小学校である。

## 概要
- 2014年4月に七ヶ宿町立関小学校と七ヶ宿町立湯原小学校と統合して、七ヶ宿町唯一の小学校七ヶ宿町立七ヶ宿小学校が開校した[2]。校舎は旧関小学校の校舎をそのまま利用する。

## 所在地
- 宮城県刈田郡七ヶ宿町字利津保16-1

## 沿革
- 2014年（平成26年）4月1日 - 開校

## 通学区域と進学先中学校
出典

### 通学区域
- 七ヶ浜町全域

### 進学先中学校
- 七ヶ宿町立七ヶ宿中学校

## 周辺
- 宮城県白石高等学校七ヶ浜校 - 校地南側に敷地が隣接。
- 電子基準点「七ヶ浜」
- 七ヶ浜町役場
- 白石消防署七ヶ浜出張所
- 国道113号線

## アクセス
- 七ヶ浜町民バス『ぐるりんこ』「七ヶ浜白石線」で、「七ヶ浜町役場」停留所から、徒歩約325m・約5分。
  - なお、「内川」停留所も、学校敷地からの直線距離では約365mほどだが、道路形状が悪く、正門から停留所までは約480mほどとなる。